# 米原市立米原中学校
米原市立米原中学校（まいばらしりつ まいばらちゅうがっこう）は、滋賀県米原市入江にある公立中学校。略称は「米中」（まいちゅう(べいちゅうと間違われることもあるが全くの別物である)）。

## 概要
戦後の学制改革に伴い米原町の新制中学校として開校した。当初は米原小学校、入江小学校の校舎を間借りしていたが、1951年に独立校舎が竣工した。1990年代に入ると校舎が木造で老朽化が進行し、校地が急傾斜地崩壊危険区域に指定されていることが問題となり、現在地への新築移転が実施された。

## 沿革
- 1947年（昭和22年）4月 - 米原町立米原中学校開校。（米原小学校、入江小学校に併設。4月28日に開校式を挙行。）
- 1949年（昭和24年）4月 - 米原町・鳥居本村組合立米原中学校に改称。
- 1951年（昭和26年） - 新校舎（独立校舎）竣工。
- 1952年（昭和27年）4月 - 米原町立米原中学校に改称。（鳥居本を分離。）
- 1954年（昭和29年）10月 - 体育館が竣工。
- 1971年（昭和46年）7月 - プールが竣工。
- 1991年（平成3年）7月 - 移転先となる用地（現在地）を取得。
- 1993年（平成5年）3月 - 造成工事が竣工。
- 1994年（平成6年）8月 - 起工式を実施。
- 1995年（平成7年）12月 - 校舎・グラウンド・体育館が竣工。
- 1996年（平成8年）1月 - 新校舎の開校式を挙行。
- 1996年（平成8年）6月 - プール・柔剣道場が竣工。
- 2005年（平成17年）2月 - 坂田郡3町の合併に伴い米原市立米原中学校へ改称。

## 通学区域
- 米原市立米原小学校区域に同じ[1]。

## 交通アクセス
- 東海道本線・北陸本線・東海道新幹線・近江鉄道本線 米原駅下車。

名神高速道路
北陸自動車道

## 周辺施設
- 米原市立米原小学校
- 米原市役所
- 米原市西部給食センター
- フレンドマート米原駅前店

## 著名な出身者
- 土田龍空（プロ野球選手）